# نبرد کاخ دسمان
نبرد کاخ دسمان (عربی: معركة قصر دسمان‎) که با نام نبرد دسمان نیز شناخته می‌شود، نبردی میان نیروهای کویت و عراق است که در جریان تهاجم عراق به کویت در ۲ اوت ۱۹۹۰ روی داد.

## نبرد
در ۲ اوت ۱۹۹۰، اندکی پس از ساعت ۰۰:۰۰ به وقت محلی، عراق به کویت حمله کرد. حمله به کاخ دسمان، اقامتگاه امیر کویت، توسط نیروهای ویژهٔ عراق بین ساعت ۰۴:۰۰ تا ۰۶:۰۰ آغاز شد؛ گزارش‌ها دربارهٔ این نیروها متفاوت است و برخی آن‌ها را نیروهای هوابرد اعزامی با بالگرد و برخی دیگر آن‌ها را نفوذی‌هایی در لباس غیرنظامی توصیف کرده‌اند. نیروهای عراقی در طول نبرد با رسیدن یگان‌های کمکی، به‌ویژه یگان‌هایی از گارد جمهوری لشکر «حمورابی» که از شرق جهرا و از طریق بزرگراه ۸۰ برای حمله به شهر کویت عبور کرده بودند، تقویت شدند.
نبرد بسیار شدید بود، به‌ویژه در حوالی نیمروز، اما در حدود ساعت ۱۴:۰۰ با تسلط نیروهای عراقی بر کاخ پایان یافت. با این حال، آن‌ها در هدف خود برای دستگیری امیر و مشاورانش ناکام ماندند، چرا که آن‌ها پیش از آغاز حمله به ستاد کل منتقل شده بودند. از جمله کشته‌شدگان این نبرد، برادر کوچک‌تر امیر، فهد الاحمد الجابر الصباح بود که هنگام ورود برای دفاع از کاخ جان باخت.